# متلازمة هيوز ستوفين
متلازمة هيوز ستوفين (Hughes-Stovin) هي أحد أمراض المناعة الذاتية النادرة الناتجة عن أسباب غير معروفة، حيث يتسم بمزيج من وجود تمدد فيعدة شرايين رئوية مع وجود جلطات وريدية. وسُميت بهذا الاسم بعد أن قام الأطباء البريطانيون: جون باترسون هيوز (John Patterson Hughes)، وبيتر جورج إنجل ستوفين (Peter George Ingle Stovin) بوصفها لأول مرة في عام 1959م. وهي صورة نادرة من مرض بهجت تتضمن حدوث المزيد من المشاكل العامة في نظام الدورة الدموية. معظم المرضى هم من الذكور البالغين الذين تتراوح أعمارهم بين 20-40 سنة. وتشتمل الأعراض السريرية العامة على الحمى، والسعال، وضيق النفس، والسعال الدموي. وتتشابه الخصائص الإشعاعية مع الخصائص التي يتسم بها مرض بهجت.

## الأعراض
- تمدد الأوعية الدموية الرئوية المتعددة.[3]
- الخثار الوريدي الخارجي.[3]
- الحمى المتكررة.[3]
- الحمى المصحوبة برعدة.[3]
- نفث الدم.[3]
- السعال.[3]

## التشخيص
لا يوجد معايير تشخيص محددة لمتلازمة هيوز ستوفين. حسب QJM-مجلة طبية دولية تنشرها اكسفورد-يمكن التفرقة بين متلازمة هيوز ستوفين و الحالات المشابهة بان هيوز ستوفين شبيهة لالتهاب الأوعية الدموية ولكن بدون وجود عدوى مسببة للالتهاب. تُعرف المتلازمة أيضًا بأنها «تتميز بوجود تمدد في الأوعية الدمية الرئوية والتهاب خثاري في الوريد، مع غياب الأعراض التشخيصية لمرض بهجت.»

## العلاج
بسبب ندرة المرض لا يوجد علاج مناسب له حتي الآن. حيث نُشر في مجلة اورفانيت للامراض النادرة ان هناك اقل من 40 حالة من المتلازمة مذكورة في تاريخ الطب الإنجليزي. العلاج المثبط للمناعة هو العلاج الأكثر استخداما، وهو عبارة عن مزيج من الكورتيزون والسيكلوفوسفاميد. هذا العلاج هو الأكثر فعالية في المراحل المبكرة وقد يتسبب في تقليل تمدد الأوعية الدموية ، لكنه غير فعال بمجرد تقدم المرض. وفقًا لمجلة اورفانيت، يمكن استخدام جهاز التنفس الصناعي واجراء جراحة عن طريق سد الشرايين المعنية بالقسطرة كوسائل العلاج.